# Франц Йозеф Вальц
Франц Йозеф Вальц (нім. Franz Josef Walz; 4 грудня 1885, Шпаєр — 18 грудня 1945, Бреслау) — німецький льотчик-ас, генерал-лейтенант люфтваффе. Кавалер ордена Pour le Mérite.

## Біографія
15 липня 1905 року вступив у 8-й піхотний полк Баварської армії. В 1913 році почав навчання на льотчика в Шляйсгаймі. Коли почалася Перша світова війна, він вступив у польовий льотний дивізіон 3б. В липні 1916 року був поранений і переведений в 1-й запасний льотний дивізіон у Шляйсгаймі. З листопада його знову переводили в різні ескадрильї. Після смерті Освальда Бельке з 29 листопада 1916 року по 9 червня 1917 року був командиром 2-ї винищувальної ескадрильї. Всього за час бойових дій здобув 7 повітряних перемог. Після закінчення війни з грудня 1919 по січень 1920 служив на авіабазі в Шляйсгаймі. З 1 лютого 1920 по 1 жовтня 1933 року служив у поліції, в 1927/29 роках  перервав службу для участі в шведсько-китайській експедиції під керівництвом Свена Гедіна.
1 травня 1934 року вступив в рейхсвер як офіцер служби комплектування. 1 грудня 1934 року перейшов в люфтваффе. З 1 грудня 1934 року — директор авіаційного управління Кельна, з 1 грудня 1937 року — Берліна. 1 жовтня 1937 року зарахований на дійсну службу. З 1 вересня 1939 року — вищий льотний навчальний командир 7. 20 травня 1940 року захворів і був відправлений в резерв ОКЛ. Після одужання 1 квітня 1941 року був призначений комендантом аеродрому Горно. 31 жовтня 1944 року звільнений у відставку. В травні 1945 року взятий в полон радянськими військами, потім був переданий польським комуністам. Помер в ув'язненні.

## Звання
- Фанен-юнкер (15 липня 1915)
- Фанен-юнкер-унтерофіцер (1 листопада 1905)
- Фенріх (15 лютого 1906)
- Лейтенант (12 березня 1908)
- Оберлейтенант (30 листопада 1914)
- Гауптман (20 січня 1917)
- Гауптман поліції (1 лютого 1920)
- Майор поліції (1 вересня 1930)
- Оберстлейтенант поліції (1 травня 1933)
- Оберстлейтенант (1 жовтня 1934)
- Оберст (1 жовтня 1935)
- Генерал-майор запасу (1 червня 1938)
- Генерал-майор (1 квітня 1939)
- Генерал-лейтенант (1 квітня 1941)

## Нагороди
- Медаль принца-регента Луїтпольда
- Залізний хрест 2-го і 1-го класу
- Нагрудний знак пілота (Баварія)
- Орден «За заслуги» (Баварія) 4-го класу з короною і мечами
- Хрест «За військові заслуги» (Австро-Угорщина) 3-го класу з військовою відзнакою і мечами
- Орден «Османіє» 4-го класу з шаблями (Османська імперія)
- Срібна медаль «Ліакат» з шаблями (Османська імперія)
- Галліполійська зірка (Османська імперія)
- Королівський орден дому Гогенцоллернів, лицарський хрест з мечами (5 вересня 1916)
- Pour le Mérite (9 серпня 1918)
- Почесний хрест ветерана війни з мечами
- Медаль «За вислугу років у Вермахті» 4-го, 3-го, 2-го і 1-го класу (25 років)